# Wander (film)
 (février 2021).
Si vous disposez d'ouvrages ou d'articles de référence ou si vous connaissez des sites web de qualité traitant du thème abordé ici, merci de compléter l'article en donnant les références utiles à sa vérifiabilité et en les liant à la section « Notes et références ».
Pour plus de détails, voir Fiche technique et Distribution.
Wander est un thriller américano-canadien réalisé par April Mullen, sorti en 2020.

## Synopsis
Arthur Bretnik, un détective privé au caractère instable, est engagé pour enquêter sur une mort suspecte dans la petite ville de Wander. Il va être rapidement convaincu que cette affaire est liée à la mort de sa fille, et se retrouver mêlé à des mensonges et des tromperies. Tandis qu'il tente de distinguer les faits de la fiction et de résoudre l'affaire, la santé mentale d'Arthur est mise à l'épreuve. Et il devient de plus en plus paranoïaque, se demandant s'il ne serait pas un pion dans un jeu beaucoup plus dangereux.

## Fiche technique
- Titre original : Wander
- Réalisation : April Mullen
- Scénario : Tim Doiron
- Costumes : Ursula Rochester
- Photographie : Gavin Smith et Russ de Jong
- Montage : Luke Higginson
- Musique : Alexandra Mackenzie
- Producteurs : Tim Doiron, Andre Relis, Chad A. Verdi, April Mullen, Jason Allison, Mary Aloe, Douglas Falconer et James Van Der Woerd
  - Producteurs exécutifs : Christelle Conan, Adam Falkoff, Angie Pack, Michael S. Smith,  Franchesca Lantz, Jeffrey Bohn, Roger Dorman, Andre Relis, J.D. Beaufils, Charles Saikaley, Craig Chapman, Tamer Abaza, Douglas Falconer, Chad A. Verdi Jr., Michelle Verdi, William V. Bromiley, Shannan Becker, Jonathan Saba et Ness Saban
  - Productrice associée : Jessica Bennett
- Sociétés de production : Saban Films, Ingenious, VMI Worldwide, Falconer Pictures, Verdi Productions, Don Kee Productions et Wango Films
- Société de distribution : Saban Films (États-Unis), Universal Pictures Vidéo (France)
- Pays d'origine :  Canada,  États-Unis
- Langue originale : anglais
- Format : couleur - 2.35:1
- Genre : thriller, action, policier
- Dates de sortie :
  - États-Unis : 
    - 11 septembre 2020 (Festival du cinéma américain de Deauville)
    - 4 décembre 2020 (sortie nationale)

  - France :
    - 3 août 2021 (en VOD)
    - 4 août 2021 (en DVD et Blu-ray)

## Distribution
- Aaron Eckhart (VF : Guillaume Orsat) : Arthur Bretnik
- Katheryn Winnick (VF : Barbara Beretta) : Elsa Viceroy
- Heather Graham (VF : Marie Giraudon) : Shelley Luscomb
- Tommy Lee Jones (VF : Féodor Atkine) : Jimmy Cleats
- Brendan Fehr : Nick Cassidy
- Raymond Cruz : le shérif Luis Santiago
- David Gibson : Victor Canton
- Roger Dorman : Leiland Ashgrave
- Heath Hensley : l'homme masqué
- Colby Crain : une infirmière
- Helene Wren : une serveuse

## Production
En avril 2019, Aaron Eckhart est annoncé en tant que rôle principal du film, qui sera co-écrit et dirigé par April Mullen. En juin, Katheryn Winnick rejoint la distribution ; puis Heather Graham en juillet. En août, Tommy Lee Jones, Raymond Cruz et Brendan Fehr s'ajoutent au générique.
Le tournage débute au Nouveau-Mexique en juillet 2019.